# Ron Davies (politico)
Ron Davies (Machen, 6 agosto 1946) è un politico gallese, ex Segretario di Stato per il Galles, ex membro del Parlamento ed ex membro dell'Assemblea gallese. Si descrive come un politico appartenente alla "sinistra tradizionale" che aveva "passato la vita alla ricerca di un partito socialista progressista". È stato un membro del Partito Laburista (fino al 2004), di Forward Wales (2004-2009), come indipendente per poi unirsi alla fina al Plaid Cymru nel 2010.
È accreditato come "l'architetto della devoluzione" in Galles e ha guidato la campagna per creare l'Assemblea nazionale per il Galles. diventando membro del governo guidato da Tony Blair, nel 1998, a seguito di quello che divenne noto come un 'momento di follia', quando è stato aggredito a knifepoint dopo aver accettato di cenare con un uomo che aveva incontrato presso il noto luogo di ritrovo gay di Clapham Common. La relativa pressione del primo ministro ha indotto Davies a dimettersi.

## Biografia

### Laurea, politica locale e membro della Camera dei comuni
Dopo aver frequentato la Bassaleg School, Davies ha studiato geografia al Politecnico di Portsmouth. Dopo aver studiato formazione degli insegnanti all'Università di Cardiff, ha lavorato come insegnante per due anni ed è poi succeduto a Neil Kinnock come tutor e organizzatore della Workers' Educational Association nel 1970.
Ha iniziato la sua carriera politica nella politica locale nel 1969 quando è stato eletto membro del consiglio locale della sua città natale. Nel 1970 divenne presidente di questo consiglio locale e quindi all'età di 24 anni è il più giovane presidente di un consiglio locale in Gran Bretagna. A seguito della riorganizzazione locale, è diventato presidente del consiglio locale di Rhymney Valley nel 1974 ed è stato consulente per la formazione continua per il Mid Glamorgan Education Board tra il 1974 e il 1983.
Nelle elezioni generali del 9 giugno 1983, Davies è stato eletto per conto del Partito Laburista per la prima volta come membro della Camera dei comuni ed è stato membro fino al 7 giugno 2001. Nell'ottobre 1992 è stato nominato dal leader del Partito Laburista dell'epoca, John Smith, nel governo ombra di quest'ultimo, dove era segretario di Stato ombra per il Galles.

### Segretario di Stato per il Galles
Dopo che il Partito Laburista ha vinto le elezioni generali del 1º maggio 1997, Davies è stato nominato Segretario di Stato per il Galles dal Primo ministro Tony Blair nel suo primo governo.
Uno dei suoi primi atti fu il pagamento di un risarcimento alle vittime del disastro della miniera di Aberfan nell'ottobre 1966. Le £ 150.000 furono utilizzate da un precedente governo laburista per riabilitare il sito e non per risarcire le vittime. Tuttavia, trent'anni dopo il disastro, la somma aveva solo un valore simbolico ed era molto al di sotto del valore effettivo nel 1966. Nel luglio 1997 ha scritto un libro bianco in preparazione del futuro referendum sulla devoluzione del Galles, che ha portato al Government of Wales Act 1998, che ha dato parziale autonomia al Galles creando un parlamento gallese che ha istituito l'Assemblea nazionale per il Galles.
Nell'ottobre 1998 è stato sostituito come ministro da Alun Michael. Egli stesso è stato eletto membro dell'Assemblea nazionale per il Galles nel collegio elettorale di Caerphilly nel 1999 e ne è stato membro fino al 2003, quando è stato costretto a dimettersi dalla corsa per la rielezione dopo la pubblicazione di foto sulla stampa che avrebbero dovuto dimostrare le tendenze omosessuali del deputato.
In segno di protesta contro la guerra in Iraq, sostenuta dal governo laburista di Tony Blair, si è dimesso dal Partito Laburista nel 2004 ed è diventato membro del nuovo partito regionale Forward Wales (Cymru Ymlaen). Per questo si è candidato senza successo per il Parlamento europeo alle elezioni europee del giugno 2004 e in seguito è diventato membro del Plaid Cymru, un altro partito in Galles.